# Ромер, Пол
Пол Майкл Ромер (англ. Paul Michael Romer; род. 7 ноября 1955, Денвер, Колорадо) — американский экономист. Лауреат премии Ректенвальда в 2002 году, шеф-экономист Всемирного банка (2016—январь 2018). Профессор экономики школы бизнеса Нью-Йоркского университета. Лауреат Нобелевской премии по экономике 2018 года «за интеграцию инноваций и климата в экономику роста» (совместно с Уильямом Нордхаусом), в части «за интеграцию технологических инноваций в долгосрочный макроэкономический анализ».

## Биография
Сын бывшего губернатора штата Колорадо Роя Ромера. Брат — Крис Ромер (род. 1959), политик, член сената штата Колорадо (2006—2010).
Бакалавр математики (1977) и доктор философии (1983) в области экономики Чикагского университета.
Профессор Стэнфордского университета, затем Нью-Йоркского университета. Директор Института управления городским хозяйством Мэррона при Нью-Йоркском университете. Научный сотрудник Национального бюро экономических исследований.
18 июля 2016 года президент Всемирного банка Джим Ён Ким назначил П. Ромера шефом-экономистом Всемирного банка. Официально Ромер вступил в должность в октябре 2016 года. В январе 2018 Ромер ушёл в отставку из-за конфликта с сотрудниками Всемирного банка.

## Деятельность
Пол Ромер является основоположником модели Эрроу — Ромера.
Пол Ромер является также автором модели Ромера, в которой основным фактором экономического роста является рост капиталовложений в НИОКР и инвестиции в человеческий капитал. Один из выводов моделей Ромера состоит в том, что экономика, располагающая ресурсами человеческого капитала и развитой наукой, имеет в долгосрочной перспективе лучшие шансы роста, чем экономика, лишённая этих преимуществ.
Автор модели растущего разнообразия товаров, которая показывает возможность существования устойчивого экономического роста, обусловленного поведенческими факторами, в отличие от моделей экзогенного экономического роста, в которых рост зависит от внешне задаваемых параметров.
Продвигает идею создания внутри развивающихся стран так называемых «городов хартии» (англ. charter cities), которые должны контролироваться извне, из развитых стран. Ромер считает, что создание таких особых экономических зон приведёт к притоку иностранного капитала и таким образом решит проблему бедности. По мнению журналиста и экономиста Себастьяна Маллаби, такие проекты являются разновидностью неоколониализма. Такие зоны планировались к созданию на Мадагаскаре и в Гондурасе, но проекты не были осуществлены.

## Награды
8 октября 2018 года Полу Ромеру была присуждена Нобелевская премия по экономике «за интеграцию технологических инноваций в долгосрочный макроэкономический анализ».